# Yaeko Nogami
Yaeko Nogami (6 de mayo de 1885 – 30 de marzo de 1985) fue una escritora y activista japonesa. Su nombre de nacimiento fue Kotegawa Yae.

## Biografía

### Primeros años
Nogami nació en Usuki, Ōita, hija de un fabricante de sake. Fue educada en casa por tutores privados, incluyendo a Kubo Kaizo, quien la introdujo en las literaturas clásicas china y japonesa, y le enseñó el arte de la poesía. Conoció al novelista Kinoshita Naoe, quien la persuadió de ingresar en el Meiji-Jogakkō, una escuela cristiana para mujeres en Tokio. En dicha ciudad conoció a Nogami Toyoichirō, estudiante de literatura inglesa. Se casaron en 1906. El primer trabajo escrito publicado por Yaeko se tituló Enishi ("Lazos de amor") en el magazín literario Hototogisu en 1907.

### Carrera literaria
En la década de 1910, Nogami aportó poemas y relatos cortos a las revistas Chuo Koron, Shincho y Seito, logrando una sólida base de lectores. Mantuvo correspondencia con sus colegas escritoras Yuasa Yoshiko y Miyamoto Yuriko, con las cuales compartía el sentimiento que mediante la literatura se podía promover el activismo y el feminismo. En 1922, publicó Kaijin maru ("El Neptuno"), la desgarradora historia de cuatro hombres en un bote de pesca a la deriva que debían elegir entre el canibalismo o morir de hambre. La novela fue adaptada al cine en la película de 1962  Ningen, dirigida por Kaneto Shindo.
Su literatura en la posguerra fue muy variada, explorando todo tipo de temáticas. Hideyoshi to Rikyu fue una de sus obras más representativas en esa época, en la cual explora la relación entre empleado y jefe. La novela fue adaptada al cine en el largometraje Rikyu, del director japonés Hiroshi Teshigahara.